# Lapátfülű róka
A lapátfülű róka, lapátfülű kutya vagy kanálfülű kutya (Otocyon megalotis) az emlősök (Mammalia) osztályának ragadozók (Carnivora) rendjébe, ezen belül a kutyafélék (Canidae) családjába tartozó faj.
Egyes szerzők szerint az Otocyon nem egyetlen faja; mások a Vulpes nembe sorolják Vulpes megalotis néven.

## Előfordulása
Két különálló elterjedési területe van: Szudán déli részétől Tanzánia délnyugati részéig és Namíbiától Dél-Afrika középső részéig. A lapátfülű róka – úgy tűnik – Mozambik, Zimbabwe és Botswana felé keres magának új élőhelyeket.

## Alfajai
- Otocyon megalotis canescens Cabrera, 1910 – Tanzánia, Kenya, Etiópia, Szomália
- Otocyon megalotis megalotis Desmarest, 1822 – Zambia déli része, Botswana, Namíbia, Dél-afrikai Köztársaság

## Megjelenése
A lapátfülű róka fej-törzs-hossza 50-60 centiméter, farokhossza 30-35 centiméter, a nőstényé valamivel hosszabb, vállmagassága 35-40 centiméter, füle 11-13 centiméter, testtömege 3-5 kilogramm. Pofája rövid, hegyes; füle hatalmas és ovális. A szőrzet általában szürkéssárga; füle szegélye, mancsa és farka hegye sötétbarna; hasi része tompa szürkéssárga. A test rövid és zömök, a farok hosszú és lompos, lába hosszú.

## Életmódja
Az állat nappal üregekben pihen, főleg éjjel aktív. Ha táplálékot keres, a lapátfülű róka szünet nélkül mozgatja a fejét és a fülét, hogy a leghalkabb hangokat is észlelje. Tápláléka termeszek, bogarak, sáskák, kis emlősök, hüllők, madártojás és gyümölcsök. Fogságban eddig legfeljebb 13 év 9 hónapot élt egy példány.

## Szaporodása
Az ivarérettséget 1-2 évesen éri el. A vemhesség 70 napig tart, ennek végén a nőstény 3-5 kölyköt hoz a világra. Az elválasztás a negyedik és a tizenötödik hónap között van.

## Egyéb
Állatkertekben viszonylag ritkán tartott faj, mindössze nagyjából 70 egyed él európai állatkertekben, a Szegedi Vadasparkban egy pár látható. Már több alkalommal is születtek kölykeik a Szegeden élő párnak.

## Képek

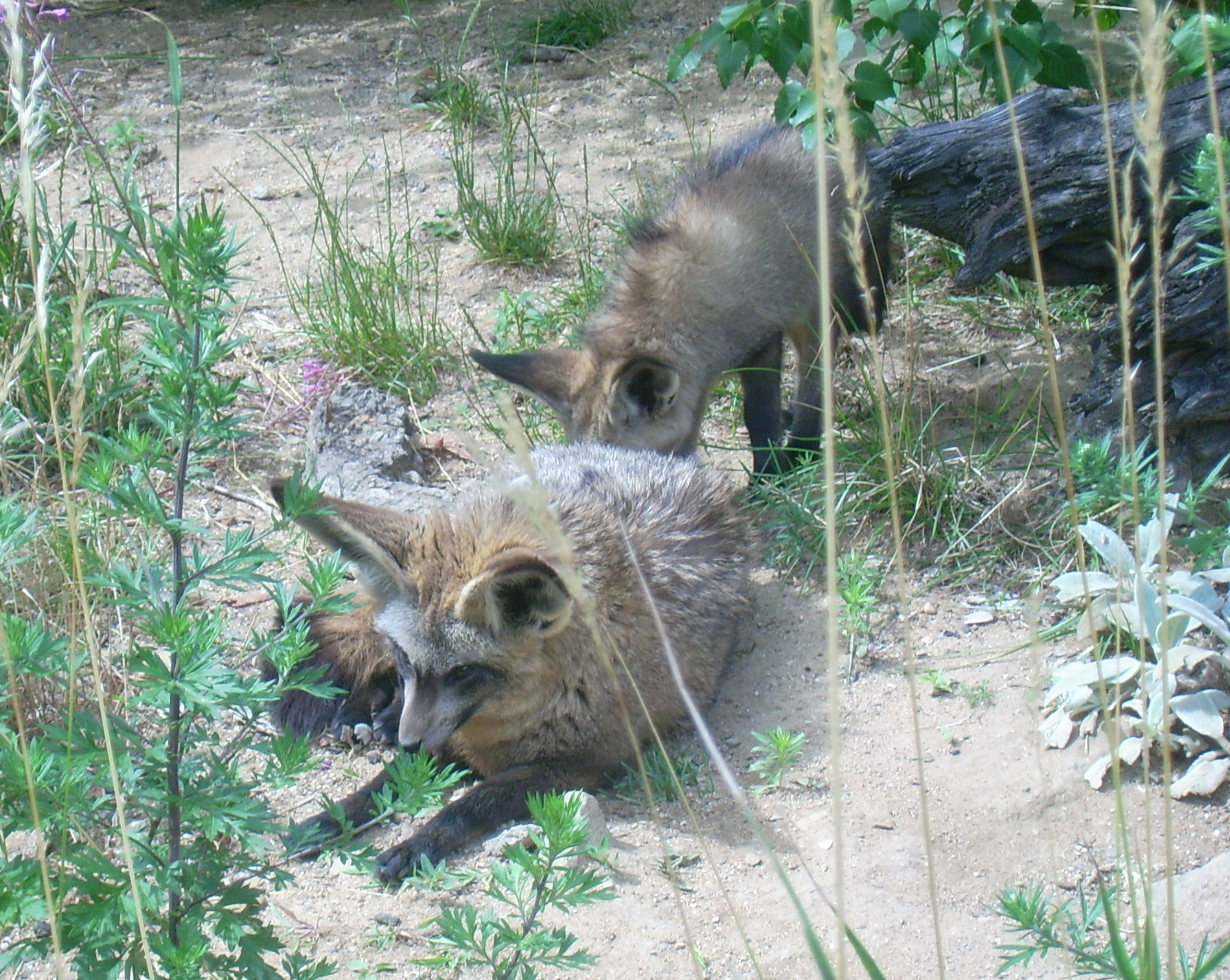
Szabadon
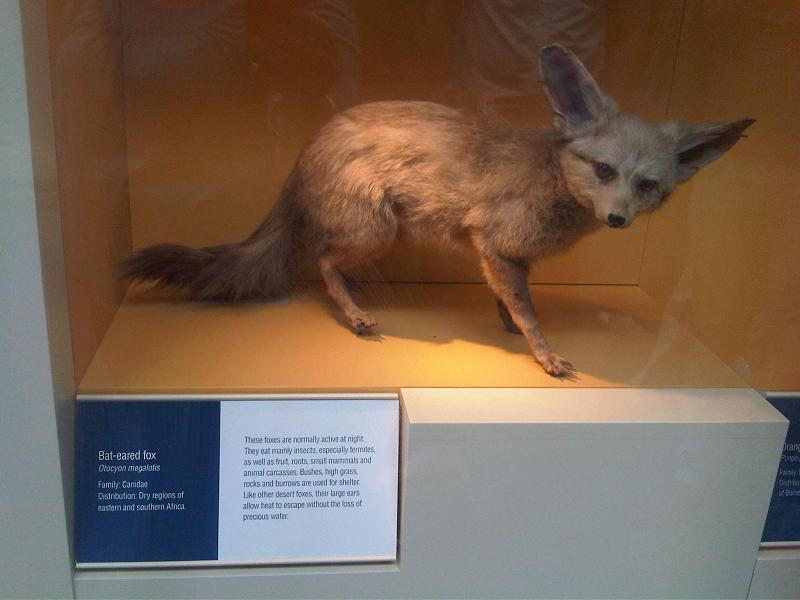
és kitömve